# しおさい (列車)
しおさいは、東日本旅客鉄道（JR東日本）が東京駅 - 佐倉駅・成東駅・銚子駅間を総武本線経由で運行している特急列車。
本項では、総武本線で運転されていた優等列車の沿革についても記述する。

## 概要
東京都区部と千葉県北東部を結ぶ列車として、総武本線の全線電化完成後の1975年3月10日から東京駅 - 銚子駅間で運行を開始し、エル特急に指定された。それまで運行されていた急行「犬吠」の一部を特急列車に格上げしたもので、5往復が設定された。1982年11月には、急行「犬吠」として残っていた列車も特急に格上げされた。
2002年12月には通勤時間帯に「おはようしおさい」「ホームタウンしおさい」を設定するとともに、エル特急の呼称も廃止されたが、2004年10月に「しおさい」に統合されている。
列車名は、潮が満ちる時の波の音を表す「潮騒」が由来となっている。なお前身の急行につけられていた「犬吠」は、千葉県銚子市にある岬の名である。
2023年3月18日のダイヤ改正で高崎線の特急「あかぎ」と「草津・四万」（改正前日までの名称は「草津」）が全車指定席になったことで、首都圏を走るJRの特急列車では同じ東京と千葉方面とを結ぶ「さざなみ」と「わかしお」とともに自由席を設定している数少ない列車であったが、いずれも2024年3月16日のダイヤ改正で全車指定席となった。

## 運行概況
2024年3月16日のダイヤ改正より、土休日は東京駅 - 銚子駅間で4往復（1・3・5・7・8・10・12・14号）が運行される。平日はこの4往復に加えて、東京駅 - 銚子駅間で1本（9号）、東京駅 - 成東駅間で1往復（2・13号）、東京駅 - 佐倉駅間で1.5往復（4・6・11号）が運行される。

### 停車駅
東京駅 - 錦糸町駅 - 船橋駅 - 千葉駅 -（四街道駅）- 佐倉駅 - 八街駅 - 成東駅 - 横芝駅 - 八日市場駅 - 旭駅 - 飯岡駅 - 銚子駅
- 四街道駅は2・4・6・8・7・9・11・13号のみ停車。

### 使用車両・編成

#### 現行車両
E259系
鎌倉車両センターに所属するE259系6両編成（リニューアル車両）が使用される。
E257系
幕張車両センターに所属するE257系500番台5両編成が使用される。ただし、2024年3月のダイヤ改正でE257系500番台により運用される列車は東京駅 - 佐倉駅間で平日のみ運転の4・11号のみであり、それ以外の定期列車は全てE259系である。

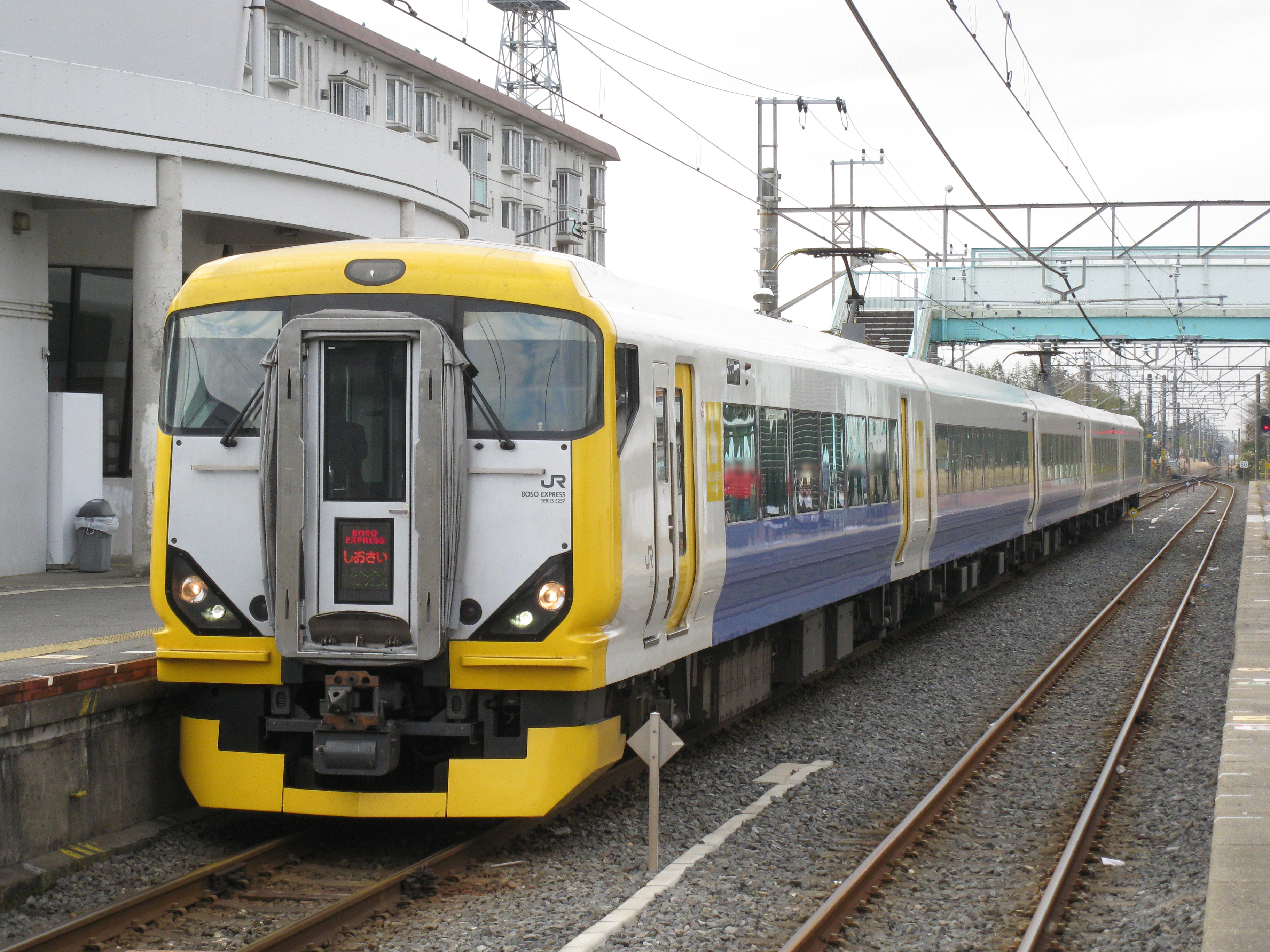
E257系

#### 過去の車両
255系
9両編成が2005年12月から2024年3月まで、E257系500番台で運用される列車以外のすべての列車で使用されていた。2024年3月のダイヤ改正にてE259系により置き換えられ、定期運用から離脱した。
183系・189系
1975年3月から2005年12月まで使用されており、その後も臨時列車や255系・E257系の代走として運行された。
運行開始時点ではグリーン車連結の9両編成であったが、1985年3月に通常期・多客期で編成の増減を行うようになり、通常期は3往復を9両（グリーン車連結）、4往復を6両（グリーン車非連結）、多客期は全列車9両（うち3往復グリーン車連結）で運行するようになった。JR移行後の1994年12月にはグリーン車連結を中止し、普通車モノクラスの6両編成または8両編成での運行となった。2000年代に入ってからは一部編成の電動車ユニットに189系が組成されていたこともあった。

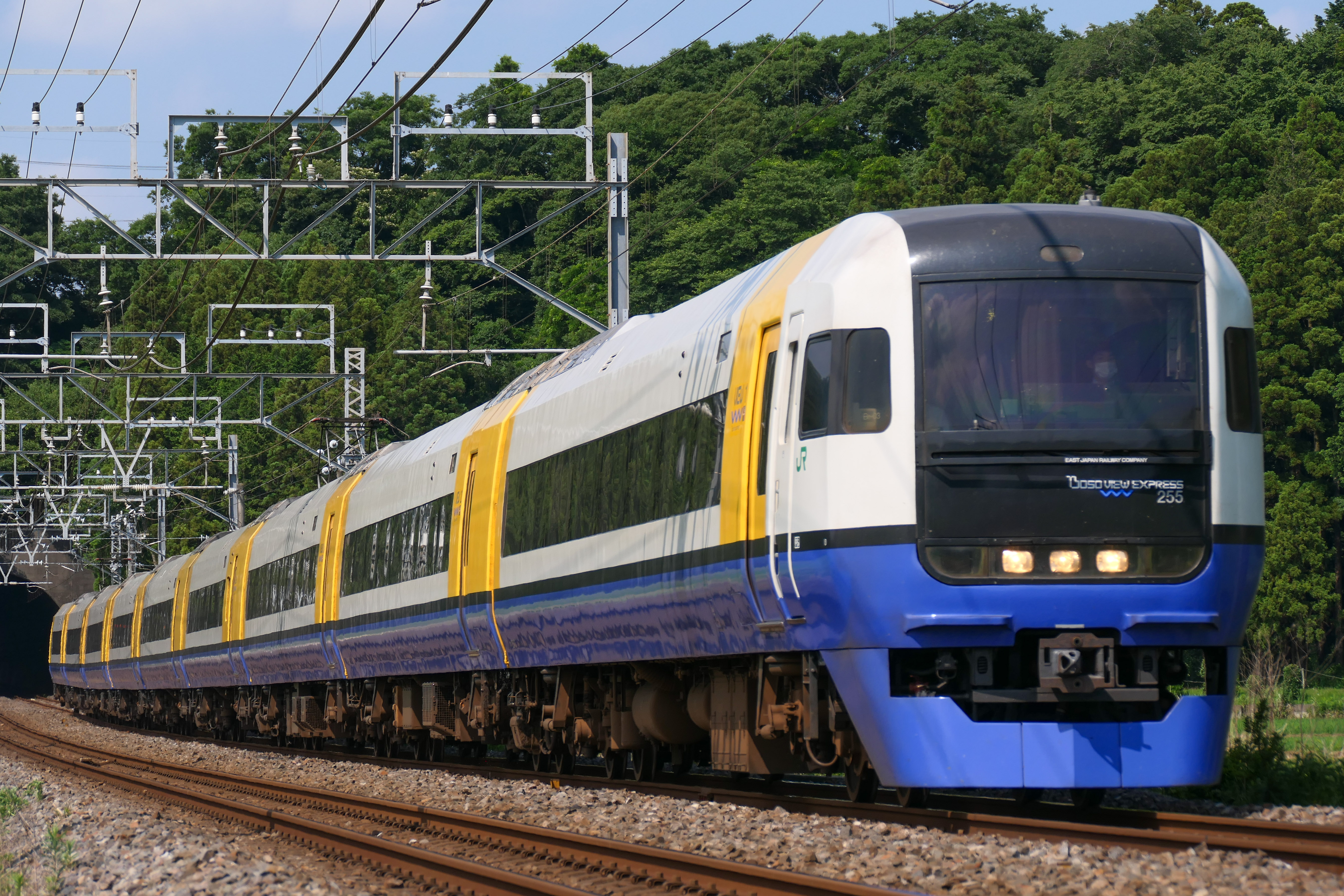
255系
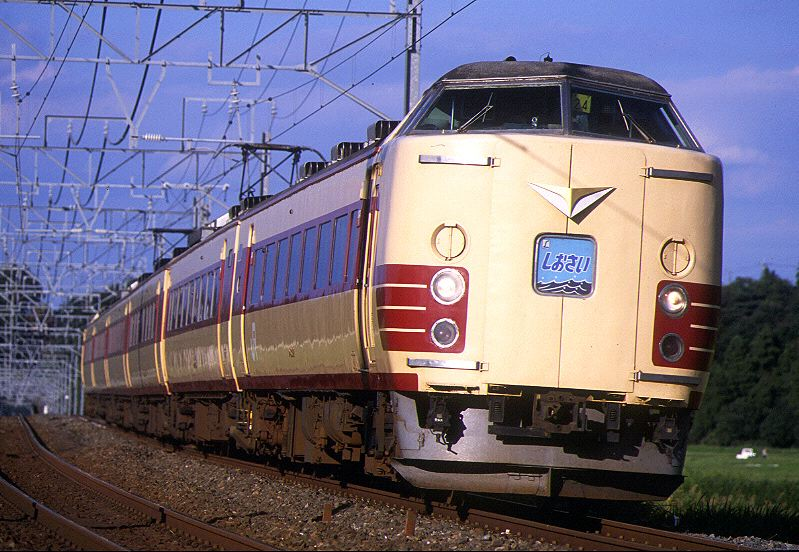
183系

## 総武本線優等列車沿革
もともと総武本線の輸送は都市間連絡の役割が中心であり、観光輸送は戦前から内房線・外房線方面に注力していた。そんな中で、千葉地区初の有料優等列車が総武本線に設定されたのは、同線が千葉地区唯一の「本線」であって同地区の路線を束ねる位置付けにあったこと（こちらも参照）や、千葉地区に優等列車を設定するだけの需要があるかどうか試す目的があったからだとされる。

### 「しおさい」の登場まで
- 1958年（昭和33年）
  - 7月10日：両国駅 - 銚子駅間に初の優等列車として準急列車「犬吠」が運転開始。車両は普通列車に運用されているキハ25形を使用。
  - 11月10日：両国駅 - 千葉駅間で房総東線（現在の外房線）経由安房鴨川駅行きと房総西線（現在の内房線）経由館山駅行きを併結した3階建て列車となり、列車名を「房総」に改める。ただし、誤乗を防ぐ観点から銚子方面の列車には「房総（犬吠）」のように列車名のあとに括弧書きが入っていた。
- 1959年（昭和34年）7月1日：「房総」を「京葉」に改称（括弧書きは継続）。総武本線・房総東線・房総西線の臨時準急列車を2往復増発し、新たに「房総」とする。新設された「房総」は新宿駅 - 銚子駅・（房総東線・房総西線経由）新宿駅・（房総西線・房総東線経由）新宿駅間準急列車（3層建て列車かつ循環列車）の名称となる。系統別のカッコ書きも踏襲する。
- 1960年（昭和35年）
  - 4月25日：「房総」が定期列車に格上げ。
  - 11月21日：「京葉」を1往復増発。ただし、増発分に関しては併結運転を実施するにもかかわらず全ての方面へ向かう列車が、下りは「京葉1号」、上りは「京葉2号」と名乗った。
- 1961年（昭和36年）10月1日：「房総」の新宿駅・両国駅 - 千葉駅間での併結運転を中止。総武本線方面へ向かう列車を分離し、新宿駅・両国駅 - 銚子駅間に準急「総武」が運転開始。あわせて佐倉駅で分割併合する佐原駅発着の臨時準急を運転。成田線初の優等列車でもあった。「京葉」の括弧書き名称を2往復ともに廃止し、発車順にすべての方面へ向かう列車が「京葉1号」「京葉2号」となる（上下それぞれに「京葉1号」が存在）。

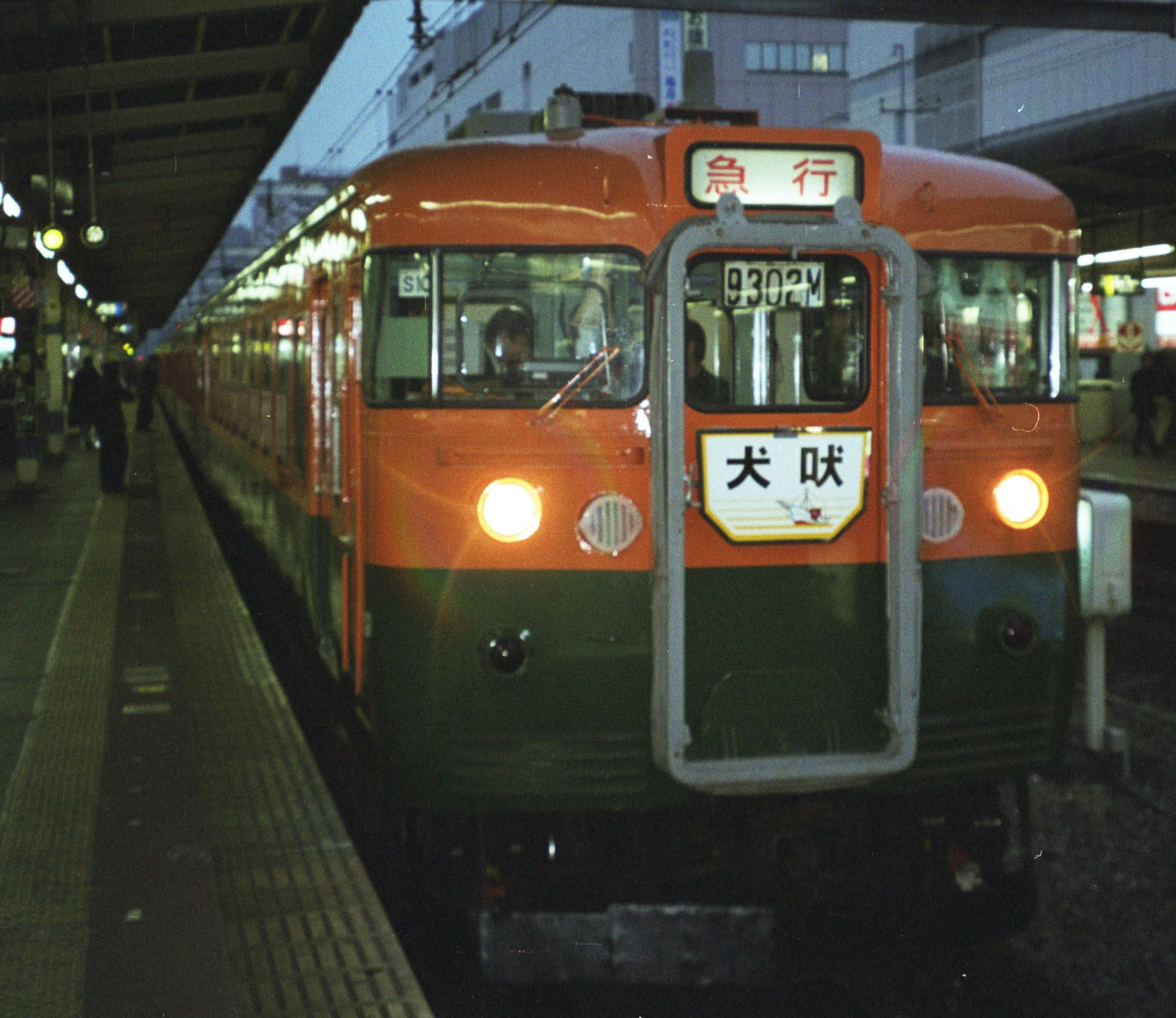
急行「犬吠」
（2002年の復活運転時）

- 1962年（昭和37年）10月1日：準急は房総東・西線系統と総武本線系統の両国駅 - 千葉駅間での併結運転を中止。列車名の整理を行い、佐倉駅以東総武本線経由の準急は「犬吠」とし、「犬吠」は4往復の体制となる。なお、同年4月16日に定期列車化した成田線方面の準急は「水郷」と命名。
- 1963年（昭和38年）10月1日：「犬吠」の2往復にキロ28形を連結。
- 1966年（昭和41年）3月5日：走行距離が100kmを超える準急列車を全て急行に格上げしたことで「犬吠」は急行列車に昇格。
- 1969年（昭和44年）：房総夏ダイヤでは臨時「犬吠」を千葉駅 - 銚子駅間に下り1本と上り2本運転。DE10形牽引による客車急行だったが、普通列車並みの速度だったことから不評で、この年限りで終了。
- 1970年（昭和45年）10月1日：「犬吠」は7往復体制となり、車両もキハ58形に揃えられる。
- 1972年（昭和47年）7月15日：「水郷」と併結運転していた2往復をそれぞれ単独運転とする。

### 「しおさい」の登場
- 1975年（昭和50年）3月10日：総武本線の全線電化によるダイヤ改正により、以下の通り変更。
  1. 急行「犬吠」5往復を特急列車化し、「しおさい」として東京駅 - 銚子駅間で運転開始。
    - 使用車両こそ特急電車である183系電車であったが、速度は急行「犬吠」より大幅に向上したわけでないのに料金値上げになったため、評判は当初あまり良くなかった。
    - 初期の停車駅：東京駅 - 錦糸町駅 - 千葉駅 - （八街駅または成東駅） - 八日市場駅 - 旭駅 - 銚子駅
      - 八街駅と成東駅は列車によりどちらか一駅に停車

  2. 「犬吠」2往復が153系・165系に置き換えられる。
- 1982年（昭和57年）11月15日：急行「犬吠」を廃止し、「しおさい」を増発[7]。千葉鉄道管理局管轄各線から急行列車が消滅。「しおさい」の新宿駅行きの列車を設定。
- 1985年（昭和60年）3月14日：「しおさい」に新宿駅発着を取り止め、両国駅発着を1往復設定[7]。編成の見直しも行なわれ、通常期・多客期で編成の増減を行なうようになる[7]。
- 1994年（平成6年）12月3日：「しおさい」のグリーン車連結を中止[7]。
- 1998年（平成10年）12月8日：成東駅 - 銚子駅間を普通列車として運転する列車を設定。
- 2002年（平成14年）12月1日：通勤時間帯に「おはようしおさい」「ホームタウンしおさい」の運転を開始。エル特急の呼称を廃止[8]。
- 2004年（平成16年）10月16日：「おはようしおさい」「ホームタウンしおさい」の愛称を「しおさい」に統一[9]。
- 2005年（平成17年）12月10日：「しおさい」全列車を255系とE257系500番台での運転に変更（255系5往復、E257系3往復）。全車禁煙化。255系運転列車ではグリーン車の設定が復活。午前中の東京行2本を統合し、上り1本を廃止。日中は、ほぼ2時間おきになるようにダイヤが組みなおされた。
- 2008年（平成20年）12月5日 - 2009年（平成21年）1月16日：期間中の金曜日（1月2日を除く）に東京駅 - 千葉駅間で「ホームタウンしおさい」89号を運転。
  - 途中停車駅は津田沼駅と稲毛駅で、錦糸町駅は通過。千葉駅で房総各線の最終列車へ接続するダイヤが組まれた。運行形態としては「ホームライナー千葉」とほぼ同じである。
- 2009年（平成21年）3月14日：従来は東京駅 - 成田駅間で運転していた「あやめ」1号の運転区間を東京駅 - 佐倉駅間に短縮し、「しおさい」13号として編入。
- 2010年（平成22年）
  - 3月13日：「しおさい」17号の東京発の時刻を繰り下げ、「あやめ」3号との連結順序を逆転（「しおさい」17号が6 - 10号車となる）。また、1・14号は土曜・休日のみ船橋駅への臨時停車を開始。
  - 12月4日：土曜・休日ダイヤでの「しおさい」17号を運休とし、「あやめ」3号の単独運転となる。
- 2014年（平成26年）3月15日：車内販売を廃止。
- 2015年（平成27年）3月14日：ダイヤ改正により、以下の通り変更。
  - 下りの「しおさい」5号・13号、上りの10号を廃止し、7往復の運転となる。これにあわせ、一部列車の発車時刻調整を実施[10]。
  - 一部列車のみ停車していた飯岡駅に全列車停車するようになる[10]。
  - 「しおさい」14号（旧：「しおさい」16号）の行先を新宿行きから東京行きに変更。これにより、新宿駅発着は全廃し、全列車が東京駅発着となる[10]。
  - 「あやめ」の廃止に伴い、「しおさい」13号（旧：「しおさい」17号）は単独運転となる[10]。
  - 定期券用月間料金券の発売を終了（2015年2月14日発売終了・2015年3月13日利用終了）：東京駅・新宿駅 ⇔ 銚子駅、千葉駅 ⇔ 八日市場駅 - 銚子駅、千葉駅 ⇔ 横芝駅・滑河駅[11]。
- 2017年（平成29年）3月4日：ダイヤ改正で上りの14号の銚子発時刻を19時15分に繰り上げ。
- 2018年（平成30年）3月17日：全ての列車に指定席を設置。「しおさい」「わかしお」「さざなみ」の指定席での車内改札が原則省略となった。
- 2024年（令和6年）3月16日：ダイヤ改正により、以下の通り変更[3][12]。
  - 全列車を全車指定席に変更し、座席未指定券のサービスを導入。
  - 255系およびE257系10両編成での運行を終了し、新たにE257系5両編成およびE259系での運行を開始。
  - 全列車が船橋駅に停車し、朝夕に四街道駅に停車する列車が増加する。
  - 平日朝夕に東京駅 - 佐倉駅間で1往復増発する一方、東京駅 - 銚子駅間で午後の1往復を減便し、佐倉駅・成東駅発着の列車は全て土休日運休とする。定期列車の本数は平日7往復、土休日4往復となる。

列車名の由来
（五十音順）
- 犬吠（）：千葉県銚子市の犬吠埼に因む。
- おはようしおさい：朝の通勤時間帯を走る「しおさい」であることから。「おはよう」は朝の挨拶。
- 京葉（）：東京と千葉県各地を結ぶ列車であるから。
- 総武（）：旧武蔵国（東京都など）と旧下総国（主に千葉県北部）を結ぶことから。
- 房総（）：房総半島各地へ向かうことから。
- ホームタウンしおさい：夕方の帰宅時間帯に運転される「しおさい」であることから。

### 競合する高速バス
- 犬吠号・利根ライナー号：東京 - 銚子間